# 꼬치삼치
꼬치삼치(학명: Acanthocybium solandri)는 전 세계적으로 열대, 아열대 해역에서 볼 수 있는 고등어과에 속하는 물고기이다. 이 물고기는 속도와 고품질의 신선도로 말미암아 스포츠 낚시꾼들에게 잘 알려져 있다. 영어권 국가에서는 와후(wahoo), 하와이에서는 꼬치삼치를 오노(ono)라고도 부른다. 수많은 카리브해, 중앙 아메리카의 히스패닉계 지역에서는 이 물고기를 페토(peto)라 부른다. 식용이 가능한 어종이다.

## 개요
몸은 긴 편이고, 조그마한 잘 보이지 않는 비늘로 덮여 있다. 등은 진주빛의 푸른 빛깔을 띄지만 옆 몸통은 은빛을 띈다. 몸이 죽으면 이러한 빛깔은 빠르게 바뀐다. 입은 큰 편이고 위아래턱은 삼치 등에 비해 조금 날카로운 모습을 보인다. 길이는 2.5 미터에, 83 킬로그램의 무게가 나가는 것으로 기록되었다. 성장은 빠르게 진전될 수 있다. 어떠한 표본들은 한 해에만 5 킬로그램에서 15킬로그램으로 성장한다. 최대 시속 80 킬로미터로 헤엄칠 수 있다. 꼬치삼치는 바다에서 가장 빠른 물고기에 속한다.

## 생물학
꼬치삼치는 배에 흡충류 (기생충)가 있지만, 물고기에 해를 미치지는 않는 것으로 보인다.